# Éric Viennot
Éric Viennot (ur. 10 marca 1960 w Lyonie, zm. 27 lipca 2022 w Marsylii) – francuski reżyser, scenarzysta i projektant gier komputerowych, kawaler Orderu Sztuki i Literatury.

## Życiorys
W 1990 roku, wespół z Marie Sanchis oraz José Sanchisem, założył spółkę Lexis Numérique. Zaczynał swoją karierę w branży growej jako scenarzysta gry przygodowej typu hidden object, L’Album Secret de l’Oncle Ernest (1998, wydana poza Francją jako Uncle Albert’s Magical Album), która z miejsca odniosła znaczący sukces (350 tysięcy sprzedanych egzemplarzy). Tworzył również inne gry dla dziecięcej widowni, w tym trylogię Arc-en-ciel (1999–2001) o tytułowej rybce. Trylogia Arc-en-ciel sprzedała się w nakładzie 150 tysięcy egzemplarzy.  
Rozgłos zdobył bezprecedensową w dziejach gier komputerowych produkcją typu alternate reality game, In Memoriam (2003, wydana poza Francją jako Missing: Since January), w której rozwiązanie kryminalnej zagadki seryjnego mordercy jest możliwe tylko z użyciem przeglądarki internetowej, gdzie gracz może przeszukiwać sieć w poszukiwaniu podrobionych stron WWW ze wskazówkami. Recenzent z portalu Adventure Gamers opisywał In Memoriam jako „bez wątpienia najbardziej oryginalną, dziwaczną i różnorodną grę przygodową, w jaką kiedykolwiek grałem. Nie tylko przesuwa granice tego, czym gra może być i co może robić, ale całkowicie na nowo je definiuje”.
Był też reżyserem kreatywnym zaprojektowanej przez Nicolasa Delaye’a gry przygodowej eXperience 112 (2007), w której główną postacią (kobietą budzącą się w opustoszałej bazie badawczej) nie można było kierować bezpośrednio, ale zachęcać ją do eksploracji przestrzeni za pomocą zmiany kamer i oświetlenia, a także łamania zabezpieczeń komputerów w bazie. EXperience 112 została nagrodzona na krajowym festiwalu Milthon.
Klęska gry opartej na zbliżonym do In Memoriam pomyśle, Alt-Minds (2012), skłoniła jednak Viennota do rozwiązania Léxis Numérique dwa lata później. Zmarł w trakcie prac nad kolejną grą kryminalną, inspirowaną twórczością pisarki Judith Schalansky.

## Wybrane gry
| Rok  | Gra                                          | Reżyser | Projektant | Scenarzysta | Programista |
| ---- | -------------------------------------------- | ------- | ---------- | ----------- | ----------- |
| 1998 | L’Album Secret de l’Oncle Ernest             | tak     | tak        | tak         |             |
| 1999 | Arc-en-ciel: Le plus beau poisson des océans | tak     | tak        | tak         |             |
| 2001 | Arc-en-ciel et la baleine                    | tak     | tak        | tak         |             |
| 2001 | Arc-en-ciel 3                                | tak     | tak        | tak         |             |
| 2003 | In Memoriam                                  | tak     | tak        | tak         | tak         |
| 2006 | In Memoriam: Le Dernier rituel               |         | tak        | tak         |             |
| 2007 | eXperience 112                               | tak     |            |             |             |
| 2007 | Mister Slime                                 | tak     |            |             |             |
| 2012 | Red Johnson's Chronicles 2                   | tak     |            |             |             |

## Odznaczenia
W 2007 roku został odznaczony za całokształt twórczości Orderem Sztuki i Literatury.